# Gilberto di Borgogna
Gilberto o Giselberto di Châlon (inizio X secolo – nei pressi di Parigi, 956) Conte di Chalon, di Digione, di Beaune, di Vergy e d'Avalon, dal 925 circa, poi conte di Troyes e duca di Borgogna, dal 952 alla morte.

## Origine
Secondo il Cartulaire du prieuré de Saint-Marcel-lès-Chalon, Giselberto era figlio del conte di Chalon e Digione e signore di Vergy, Manasse II detto il Giovane e di Ermengarda di Provenza, figlia del re di Provenza, Bosone I (dopo 882-dopo giugno 924), che viene citata un documento, datato 11 agosto 887, in cui Carlo il Grosso, senza farne il nome, la conferma nelle sue proprietà assieme al fratello e alla sorella.

Secondo la Chronique de l'abbaye de Saint-Bénigne de Dijon Manasse II di Châlon era figlio del conte di Chalon, Beaune, Digione e Auxois, signore di Vergy e Langres, Manasse I detto il Vecchio e di Ermengarda, figlia del Conte di Hainaut, Reginardo I.

## Biografia
L'origine di Giselberto è confermata dalla Vita Sanctii Viventii Presbyteri in cui si fa riferimento ai genitori, Manasse ed Ermengarda ed ai loro figli, Giselberto ed Hervé, vescovo di Autun e poi dal testamento del vescovo Hervé, che nel 919, cita la madre contessa Ermengarda e poi i fratelli, Walo e Giselberto.
Alla morte del padre, che era stato un collaboratore del primo duca di Borgogna, Riccardo il Giustiziere, nel 924 circa (infatti da un documento del Cartulaire du prieuré de Saint-Marcel-lès-Chalon, il N° 27, di una richiesta di donazione, del giugno 924, fatta al conte Giselberto e sua madre, Ermengarda, vedova), Giselberto ereditò il titolo di conte di Chalon e Digione e signore di Vergy.
Secondo la Histoire de Chalon-sur-Saône, Giselberto, nel 923, lottò contro Ugo il Nero, per la succedere a Rodolfo di Borgogna nel titolo di Duca di Borgogna, che in quella data era divenuto Re dei Franchi Occidentali.

Ancora secondo la Histoire de Chalon-sur-Saône, Giselberto, impegnato a lottare contro Ugo il Nero, che era Duca di Borgogna, in una data imprecisata, non fu in grado di difendere la contea di Chalon dall'invasione degli Ungheresi.
Nel 924, assieme al fratello, Walo, Giselberto al seguito dello zio Rainaldo, secondo Flodoardo, catturarono il castello di Monte san Giovanni (castellum…Mons sancti Iohannis), ma nello stesso anno il re dei Franchi occidentali, Rodolfo, lo riconquistò.
Prima del maggio 926 (in quel mese un documento, il N° 268 del Recueil des Chartes de Cluny, riporta di uno scambio di proprietà tra il conte Giselberto e sua moglie Ermengarda con un certo Sisberto, la cui moglie si chiamava anche lei Ermengarda), Giselberto aveva sposato la bosonide Ermengarda, figlia del conte di Autun, conte di Auxerre, primo duca dei Burgundi prima col titolo di marchese e poi col titolo di duca di Borgogna ed infine conte di Troyes, Riccardo di Autun detto il Giustiziere, e di Adelaide (?-dopo il 14 luglio 929) figlia del conte di Auxerre e di Borgogna, Corrado II, della famiglia dei Guelfi e di Waldrada. Ermengarda era sorella del re dei Franchi occidentali, Rodolfo di Francia e del duca di Borgogna, Ugo il Nero e Giselberto ne divenendo il cognato e miglior alleato di entrambi.
In un documento del 5 giugno 926, il N° 271 del Recueil des Chartes de Cluny, un certo Warulfo, dichiarandosi vassallo del conte Giselberto, certifica una permuta di terreni con l'arcidiacono, Girardo.
In un documento dell'11 dicembre 934, delle Chartes de l'abbaye de Saint-Etienne de Dijon, VIII, IX, X et XI siècles, Giselberto viene citato come conte di Autun.
Il 1º settembre 936, Giselberto viene citato in una donazione che il cognato Ugo fece per le anime dei suoi genitori, Riccardo e Adelaide.
Nel 952, alla morte di suo cognato, Ugo il Nero, Giselberto avrebbe dovuto succedergli nel ducato di Borgogna e nella contea di Troyes, come era stato stabilito, nel 936, con l'approvazione dell'altro cognato, il re, Rodolfo di Francia. Ma per succedergli dovette venire a patti col duca dei Franchi e conte di Parigi, Ugo il Grande.
Gilberto cercò di non farsi coinvolgere nella lotta tra Carolingi e Robertingi, ma dovette dichiararsi vassallo del conte di Parigi, il robertingio, Ugo il Grande, e, pur non avendone il titolo, governò la Borgogna come se fosse il duca.
Nel 955, la figlia di Gilberto, Liutgarda sposò Oddone, figlio del duca di Francia e conte di Parigi, Ugo il Grande e fratello minore del futuro re di Francia, Ugo Capeto.
Secondo gli Annales Nivernenses Gilberto morì poco dopo la Pasqua del 956, nei pressi di Parigi, mentre l'Ex Chronico Senonensi Sanctae Columbae specifica che morì il terzo giorno dopo la Pasqua.
Giselberto aveva lasciato tutti i suoi possedimenti a Ugo il Grande, che se ne impossessò, ma, alcune settimane dopo, alla morte di Ugo, nel mese di luglio, il ducato di Borgogna, che secondo lo storico francese Christian Settipani fu sottoposto al controllo diretto del re dei Franchi occidentali, Lotario IV, riacquistò la sua entità individuale e, nella divisione dell'eredità di Ugo il Grande, il ducato di Borgogna fu assegnato al genero di Gilberto, Oddone (al fratello Ugo Capeto era andato il marchesato di Neustria). Oddone poi, nel 960, fu ufficialmente investito del titolo di duca di Borgogna, dal re di Francia, Lotario IV.

## Matrimonio e discendenza
Gilberto ed Ermengarda, il cui matrimonio è confermato anche dallo storico André Duchesne (1584-1640), considerato il padre della storiografia francese, nel suo Histoire généalogique de la maison de Vergy ebbero tre (due, a cui dedica i capitoli V e VI del suo libro, secondo Duchesne) figlie:
- Adeliaide, confermata da André Duchesne[22] o Werra (930/4[15][23]- dopo l'agosto 967), che prima del 950 aveva sposato il conte di Meaux, Roberto di Vermandois, come confermato nel Chronicle of Saint-Bénigne de Dijon[15],
- Liutgarda, confermata da André Duchesne[22] (?-dopo il 958), che, nel 955, sposò Oddone, figlio del duca di Francia e conte di Parigi, Ugo il Grande, e divenne duchessa di Borgogna. Secondo l'Hugonis Floriacensis, Historia Francorum Senonensis, nel 955 risultava moglie di Oddone, figlio del duca di Francia e conte di Parigi, Ugo il Grande[24], confermato anche dal Chronica Albrici Monachi Trium Fontium[25] e dal Chronicle of Saint-Bénigne de Dijon[26] e dal monaco e cronista Orderico Vitale[15].
Secondo gli Annales Nivernenses Liutgarda nel 958, fu rapita da Rodolfo conte di Digione quando conquistò il castello di Beaume, che poco dopo fu riconquistato dal marito Oddone, liberandola[27].
- Adele (?-dopo il 18 ottobre 984), che sposò in prime nozze Lamberto di Digione conte di Chalon ed in seconde nozze con il conte d'Angiò, Goffredo, detto Grisegonelle, vedovo di sua nipote (figlia di sua sorella Adelaide), Adele (ca. 950 – 974),

### Fonti primarie
- (LA)  Monumenta Germaniae Historica, Diplomata Regum Germaniae ex Stirpe Karolinorum, tomus II.
- (LA)  Monumenta germanica Historica, Scriptores, tomus XIII.
- (LA)  Monumenta Germaniae Historica, Scriptores, tomus III.
- (LA)  Rerum Gallicarum et Francicarum Scriptores, tomus IX.
- (LA)  Annales Bertiniani.
- (LA)  Cartulaire du prieuré de Saint-Marcel-lès-Chalon.
- (LA)  Recueil des Chartes de Cluny, tomus I.
- (LA)  Monumenta germanica Historica, Scriptores, tomus XXIII.
- (LA)  Monumenta germanica Historica, Scriptores, tomus IX.
- (LA)  Chronicle of Saint-Bénigne de Dijon.

### Letteratura storiografica
- René Poupardin, I regni carolingi (840-918), in «Storia del mondo medievale», vol. II, 1979, pp. 583-635
- Louis Halphen, Il regno di Borgogna, in «Storia del mondo medievale», vol. II, 1979, pp. 807–821
- (FR)  Histoire de Chalon-sur-Saône.
- (FR)  André Duchesne, Histoire généalogique de la maison de Vergy.